# Dominik Smyrgała
Dominik Łukasz Smyrgała (ur. 20 grudnia 1978 w Płocku) – polski specjalista ds. stosunków międzynarodowych i bezpieczeństwa, publicysta, historyk, doktor habilitowany nauk o bezpieczeństwie oraz urzędnik państwowy, w latach 2017–2018 podsekretarz stanu w Ministerstwie Obrony Narodowej. 

## Życiorys
W szkole podstawowej i średniej był stypendystą Krajowego Funduszu na rzecz Dzieci. Absolwent I Liceum Ogólnokształcącego im. A.J. ks. Czartoryskiego w Puławach (1997). Ukończył studia magisterskie z zakresu stosunków międzynarodowych na Wydziale Dziennikarstwa i Nauk Politycznych Uniwersytetu Warszawskiego (2002) oraz Akademię Dyplomatyczną Ministerstwa Spraw Zagranicznych (2003). W 2010 obronił doktorat w Instytucie Studiów Politycznych PAN (Dyplomacja naftowa wybranych państw Ameryki Łacińskiej na początku XXI wieku; promotor: Wojciech Roszkowski). W tej placówce pełnił też funkcję wicedyrektora ds. ogólnych. Wykłada od 2004 roku w Collegium Civitas jako adiunkt w Instytucie Stosunków Międzynarodowych i Zrównoważonego Rozwoju. Jest też wykładowcą gościnnym Uniwersytetu Masaryka w Brnie (od 2011) i członkiem rady naukowej Universidad Autonoma de Barcelona (od 2014). Habilitacja w 2020 w Akademii Sztuki Wojennej. 
Był także ekspertem i wiceprezesem Instytutu Jagiellońskiego (2010–2012). Był m.in. członkiem zarządu Fundacji Inicjatyw Bezpieczeństwo-Rozwój-Energia FIBRE. Współpracował też z różnymi innymi think tankami. Publikował też w prasie (Biznes Alert, Obserwator Finansowy) teksty analityczne. Laureat wyróżnienia Finansista Roku 2014. 
Był pracownikiem: Ministerstwa Spraw Zagranicznych (2003–2007) oraz Służby Kontrwywiadu Wojskowego (2007). Pełnił też funkcję doradcy Prezesa Instytutu Pamięci Narodowej (2009). Pracował jako główny analityk w Ośrodku Monitorowania i Analiz MON (2016–2017). Od sierpnia 2017 pełnił funkcję szefa Gabinetu Politycznego Ministra Obrony Narodowej Antoniego Macierewicza. 1 grudnia 2017 powołany na stanowisko podsekretarza stanu w Ministerstwie Obrony Narodowej odpowiedzialnego za naukę i szkolnictwo wojskowe. Odwołany z funkcji 22 stycznia 2018. Obecnie wykładowca Akademii Sztuki Wojennej (Katedra Historii Wojskowej i Służb Specjalnych). 

## Zainteresowania badawcze i działalność publicystyczna
Jego główne zainteresowania badawcze to: bezpieczeństwo energetyczne, polityka gospodarcza, studia strategiczne i polityka międzynarodowa w regionie Ameryki Łacińskiej. Jest autorem kilkuset publikacji. Jego prace naukowe dotyczą: bezpieczeństwa energetycznego, stosunków międzynarodowych w Ameryce Łacińskiej, na Bałkanach i obszarze dawnego ZSRR oraz historii służb specjalnych. Z kolei jego prace popularnonaukowe i publicystyczne ukazywały się m.in. na łamach takich pism jak: „Biuletyn IPN", „Dziennik Polski”, „Do Rzeczy”, „Gazeta Finansowa”, „Koncept”, „Polska The Times”, „Plus Minus”, „Rzeczpospolita”, „Rzeczy Wspólne”, „Super Express”, „Uważam Rze Historia”,  „Wprost”. 
Dominik Smyrgała był też m.in.: zastępcą redaktora naczelnego (do 2017 roku) naukowego półrocznika „Securitologia”, redaktorem naczelnym „Kwartalnika Bellona” (2017), członkiem redakcji pisma „Rzeczy Wspólne” oraz członkiem rady naukowej czasopisma „Tiempo Devorado. Revista de Historia Actual”.

## Wybrane publikacje

### Książki, prace redakcyjne, raporty
- (redakcja) Surowce energetyczne w polityce wielkich mocarstw, Collegium Civitas Press, Warszawa 2011.
- (współautor) Shale gas in Poland and the Czech Republic: Regulation, Infrastructure and Perspectives of Cooperation, Brno: Masaryk University, International Institute of Political Studies 2012.
- Oś naftowa: latynoamerykańskie imperium Hugo Cháveza, Difin, Warszawa 2012.
- (redakcja) Wokół niepodległości Kosowa: historia i pierwsze reakcje, Collegium Civitas Press, Warszawa 2012.
- Latynoamerykańska teologia wyzwolenia –x wiara, rewolucja pasywna, nacjonalizm antykolonialny, Collegium Civitas Press, Warszawa 2014.
- (redakcja) Wojna o pokój trwa, "Zeszyty Naukowe", nr 23, Collegium Civitas Press, Warszawa 2014.
- (redakcja) Między regionalnymi rynkami energii a technologią: przyszłość sektora energetycznego w Polsce, Collegium Civitas Press Warszawa 2016.
- (współautor) PKP Energetyka po prywatyzacji: bezpieczeństwo dostaw energii i przewozów kolejowych, Collegium Civitas Press, Warszawa 2016.
- (współautor: Sławomir Cenckiewicz), Tomasz Piątek i jego kłamstwa, Wojskowy Instytut Wydawniczy, Warszawa 2017 
  - wersja angielska Tomasz Piątek and his lies,  Wojskowy Instytut Wydawniczy, Warszawa 2017

### Rozdziały w pracach zbiorowych i seriach wydawniczych
- Encyklika Laudato si’ – papież Franciszek, polityka energetyczna i polskie media [w:] Marta Osuchowska, Religia i etyka jako interdyscyplinarny czynnik oddziaływania w relacjach międzynarodowych, Wydawnictwo UKSW, Warszawa 2017.
- Nowa architektura integracji gospodarczej w Ameryce Łacińskiej [w:] Katarzyna Krzywicka, Paweł Trefler (red.), Przeobrażenia geopolityczne i nowe zagrożenia w Ameryce Łacińskiej – Transformaciones geopolíticas y nuevas amenazas en América Latina, Studia Iberoamerykańskie UMCS – Estudios Iberoamericanos de la UMCS, vol. IV, Lublin 2016.
- Demografia a potencjał geoekonomiczny państw Ameryki Łacińskiej. Przykłady Meksyku i Brazylii [w:] Katarzyna Krzywicka (red.), Transformacje demokratyczne i nowa geopolityka w Ameryce Łacińskiej, Studia Iberoamerykańskie UMCS, vol. III, Wydawnictwo UMCS, Lublin 2014.
- Analiza informacji w polityce energetycznej metodą studium przypadku: Jamał II, informacja i dezinformacja [w:] Krzysztof Liedel, Paulina Piasecka, Tomasz R. Aleksandrowicz (eds.), Analiza informacji w zarządzaniu bezpieczeństwem, Wydawnictwo Difin, Warszawa 2013.
- Nacjonalizacja surowców naturalnych jako czynnik emancypacji politycznej państw Ameryki Łacińskiej: przypadki Meksyku i Boliwii [w:] Kazimierz Albin Kłosiński, Michał Czarnacki (red.), Ameryka Łacińska. W poszukiwaniu konsensusu, Wydawnictwo KUL, Lublin 2013.
- Ukraiński kryzys gazowy 2009 a polityka energetyczna państw bałkańskich [w:] Katarzyna Taczyńska, Aleksandra Twardowska (red.), Poznać Bałkany. Historia – Polityka – Kultura – Języki, t. 4, Instytut Filologii Słowiańskiej UMK, Toruń 2012.
- Mówiąc Gramscim. Myśl gramsciańska w analizie problemów politycznych współczesnej lewicy w Chile [w:] Piotr Łaciński (red.), Latynoameryka u progu trzeciego stulecia niepodległości: przywództwo, idee i systemy polityczne, „Studia i Analizy”, nr 12, Collegium Civitas, 2011.
- Bałkany w światowym systemie bezpieczeństwa energetycznego [w:] Katarzyna Taczyńska, Szymon Sochacki, Miloš Žečević (red.), Poznać Bałkany. Historia – Polityka – Kultura, Interdyscyplinarne Koło Naukowe Doktorantów UMK, Toruń 2011.
- Geoekonomia i eksport surowców energetycznych jako broń ekonomiczna. Wnioski dla Polski [w:] Elżbieta i Jerzy Urbanowicz (red.), Racja stanu. Janowi Olszewskiemu, Zysk i S-ka, Poznań 2011.
- Masakra w Andidżanie: studium autorytaryzmu w Uzbekistanie [w:] Piotr Grochmalski (red.), Klęska demokracji? Obszar byłego ZSRR, Adam Marszałek, Toruń 2010.
- Konsekwencje utworzenia strefy wolnego handlu UE-Ukraina dla polsko-ukraińskiego obrotu usługami [w:] Konsekwencje dla Polski utworzenia strefy wolnego handlu między Unią Europejską a Ukrainą, Raport OSW, kwiecień 2009.
- Improving Students' Understanding of Economic Principles in the World Economic History [in:] Kinga Kas, Malte Brosig (eds.), Teaching Theory and Academic Writing. A Guide to Undergraduate Lecturing in Political Science, Budrich UniPress Ltd., Opladen & Farmington Hills 2008.

### Wybrane artykuły
- Dominik Smyrgała, Antoni Wręga. Bohdan Piasecki. Krwawa cena współpracy z KGB?. „Rzeczpospolita”, 20 stycznia 2017. [dostęp 2017-11-23].brak numeru strony
- „Fukushima and Energiewende: Impact on structure of power generation”, "Energy Sources: Part B", vol. 12, is. 4, 2017, p. 332-337.
- „Energy governance and compliance with the EU regulations in Poland prior to the adoption of the 2030 Energy and Climate Framework”, "Securitologia", vol. 23, is. 1, 2016.
- "Are they still among us? Discussion with the book Rosyjski sztylet. Działania wywiadu nielegalnego (The Russian Dagger. Activities of of illegal intelligence) by Andrzej Kowalski, "Securitologia", vol. 21, is. 1, 2015.
- „Security studies and Antonio Gramsci's Prison Notebooks”, "Securitologia", vol. 20, is. 2, 2014.
- „Intermarium. From the battle of Varna to the war in Ukraine”, "Tiempo Devorado. Revista de Historia Actual", No. 1, Diciembre 2014.
- „The Concept of the Church in the writings of Jan Hus and Leonardo Boff”, "Revista del CESLA", No. 17, 2014.
- "New pieces of the Kennedy jigsaw. Discussion with the PRL w Dallas. Rzecz o zacieraniu śladów morderstwa na prezydenta Kennedy'ego", "Securitologia", nr 1 (19)/2014.
- „Sprzedaż mocy przesyłowych infrastruktury energetycznej w drodze aukcji, a bezpieczeństwo energetyczne Rzeczpospolitej Polskiej”, "Securitologia", nr 2 (18)/2013.
- „The Image of the CIA in the Films and Literature of Communist Poland”, "Studia Polityczne", nr 31, 2013.
- „Chorwacja”, Europa Środkowo-Wschodnia 2009, Instytut Studiów Politycznych PAN, Warszawa 2012.
- „Serbia”, Europa Środkowo-Wschodnia 2009, Instytut Studiów Politycznych PAN, Warszawa 2012.
- „Wojny energetyczne, czyli słowo o teoriach końca świata”, "Business Security Magazine", nr 1/2011.
- „Chorwacja”, Europa Środkowo-Wschodnia 2008, Instytut Studiów Politycznych PAN, Warszawa 2010.
- „Serbia”, Europa Środkowo-Wschodnia 2008, Instytut Studiów Politycznych PAN, Warszawa 2010.
- „Pokazowa lekcja dezinformacji. Premier Putin na Westerplatte”, "Biuletyn IPN", 12/2009.
- „Drogie tankowanie zwiastunem kłopotów”, "Obserwator", 1/2008.
- „Kto przegrał wojnę w Gruzji”, "Obserwator, zwiastun", 2008.
- „Słowenia”, Europa Środkowo-Wschodnia 2007, Instytut Studiów Politycznych PAN, Warszawa 2009.
- Spod Monte Cassino do gułagu, "Rzeczpospolita", 20.05.2009 .

### Wybrane teksty w portalach branżowych
- Argentynę czeka długa stagnacja gospodarcza, „Obserwator Finansowy”, 02.10.2016 .
- Dominik Smyrgała, Ekspert ostrzega: grozi nam susza hydrologiczna [online], Onet.pl, 15 lipca 2016 [zarchiwizowane z adresu 2016-07-16].
- Problemy w Kralupach nie wstrząsną Czechami, "Rzeczpospolita Energianews", 02.06.2016 .
- Kryzys górnictwa kryzysem zarządzania, rozmowa z portalem NETTG.PL, 14.05.2016 .
- Bezpieczeństwo energetyczne: znaczenie Polski powinno rosnąć, rozmowa Interia.pl, 04.05.2016 .
- Dla dobra Kompanii i Polskiej Grupy Górniczej, Portal Górniczy NETTG.PL, 14.03.2016 .
- PGNiG Obrót Detaliczny rośnie w siłę, "Rzeczpospolita Energianews", 18.01.2016
- Zarząd PGNiG wie, co robi, "Rzeczpospolita Energianews", 18.12.2015
- Nie zamykajmy pochopnie kopalni, "Obserwator Finansowy", 09.12.2015
- Konkurencyjny przemysł kosztem konsumenta, "Obserwator Finansowy", 22.10.2015
- Dominik Smyrgała, Gazociąg Północny II – requiem dla pewnych złudzeń, „Nowa Konfederacja”, 64 (10), 2015 [zarchiwizowane z adresu 2016-04-21]. Brak numerów stron w czasopiśmie
- Tauron w cieniu polityki, "Rzeczpospolita", 03.10.2015 .
- Polityka klimatyczna wpłynie na wybory?, "Rzeczpospolita", 01.01.2015
- Porozumienie w EuroPolGaz, "Rzeczpospolita", 20.09.2015 .
- LNG to priorytet, "Rzeczpospolita", 17.09.2015 .
- Co przyniesie Polsce Nordstream 2?, "Rzeczpospolita", 09.09.2015
- Gaz: co oznaczają nowe taryfy?, "Rzeczpospolita", 02.09.2015
- Upalne lato w polskiej energetyce, "SuperExpress", 02.09.2015
- Punkt dla polskiej spółki, CIRE, 17.07.2015
- Spór między związkowcami a zarządem PGNiG nie będzie dobrze służył spółce, CIRE, 08.07.2015
- To naturalna konsekwencja, "Rzeczpospolita", 03.07.2015
- Europa oferuje Latynosom dialog, Chiny – inwestycje, "Obserwator Finansowy", 26.06.2015 .
- Problemy Petrobrasu są problemami Brazylii, "Obserwator Finansowy", 10.06.2015
- PGNIG na drodze arbitrażu w negocjacjach z Gazpromem, PolskieRadio.pl, 14.05.2015
- Rosja stawia na ropę – cena nie ma znaczenia, "Obserwator Finansowy", 13.04.2015
- Dlaczego OPEC preferuje niskie ceny ropy?, "Gaz i ropa z formacji łupkowych. Serwis Informacyjny Państwowej Służby Geologicznej", 16.03.2015 .
- Rewolucja energetyczna w Amerykach a przyszłość regionu Zatoki Perskiej, "Gaz i ropa z formacji łupkowych. Serwis informacyjny Państwowej Służby Geologicznej", 12.04.2014
- Chiny przejmują ropę z Ameryki Łacińskiej, „Obserwator Finansowy”, 04.05.2014
- Pacyfik wyprzedza Atlantyk w integracji gospodarczej, „Obserwator Finansowy”, 17.04.2014 .
- Rewolucja energetyczna dociera do Meksyku, „Obserwator Finansowy”, 06.03.2014